# 육유

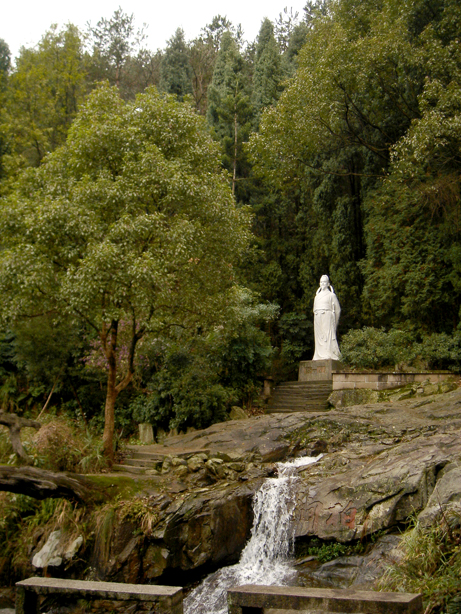
푸젠성에 있는 육유 상

육유(중국어: 陸游, 1125년 11월 13일 ~ 1210년 1월 26일)는 중국 남송의 시인이다. 자(字)는 무관(務觀)이고 호(號)는 방옹(放翁)이며, 지금의 절강성(浙江省) 소흥시(紹興市)인 월주(越州) 산음현(山陰縣) 사람이다.
북송(北宋)과 남송(南宋)의 교체기에 태어났으며, 남송 조정이 중원(中原) 지역을 금(金)에 내어주고 굴욕적인 화친책을 통해 겨우 명맥을 유지해 가던 시기에 일생토록 금에 대한 항전과 실지(失地)의 회복을 주장하며 살았던 시인이다. 그의 불굴의 기상과 강인한 투쟁의식은 그의 수많은 우국시를 통해 끊임없이 표출되었으며, 그 헌신성과 진정성으로 인해 오늘날까지 중국을 대표하는 최고의 우국시인(憂國詩人)으로 추앙받고 있다. 아울러 전후로 도합 일만 수에 달하는 시를 남기고 있어 중국 최다작가(最多作家)로서의 명성 또한 지니고 있다.
38세에 진사가 되어 기주 통판을 지냈다. 만년에는 효종·광종의 실록 및 《삼조사》를 완성하였다. 저서로 《검남시고》, 《위남문집》, 《남당서》, 《입촉》등이 있다.

## 문학 세계
육유가 살던 시기 문학적으로는 북송 중기 황정견(黃庭堅)을 중심으로 형성된 강서시파의 시풍이 여전히 커다란 영향력을 미치며 당시 시단의 주된 흐름을 형성하고 있었다. 육유는 이러한 격변의 시대 상황 속에서, 강서시파의 영향력에서 벗어나 독자적이고 개성적이며 호방하고 격정적인 필치로, 중원의 회복과 오랑캐 섬멸을 주장하는 비분강개한 심정을 토해내었다. 이런 까닭에 그의 시는 역대 많은 사람들에 의해 우국시(憂國詩)의 전형으로서 받들어져왔으며, 그 불굴의 열정과 선명한 투쟁의식으로 인해 중국 최고의 애국 시인으로 추앙받아 왔다.
그의 시는 풍격상 크게 세 개의 시기로 나누어지는데, 이를 다시 세분하면 중기를 전후반으로 나눈 네 개의 시기로 구분할 수 있다. 초기는 강서시파의 영향을 받아 주로 형식기교 방면에 많은 힘을 기울였던 시기이며, 중기 중 전반 재촉시기(在蜀時期)는 남정(南鄭)에서의 종군경험을 바탕으로 격정과 호방함을 노래한 우국시들이 중심을 이루고 있는 시기이다. 중기 후반 재산음시기(在山陰時期)는 기본적인 정서나 경향에 있어서는 이전 재촉시기 때와 별다른 변화가 없지만, 이상에 대한 좌절감으로 인한 울분과 비탄의 정서가 보다 두드러지게 나타나는 시기이다. 말기는 고향에 한거하며 주로 평이하고 질박한 필치로써 전원의 일상적인 생활을 노래한 시기로서, 작품의 양 또한 폭발적으로 증가했던 시기이다. 그러나 이와 같은 시기별 분기 구분에도 불구하고 육유시에는 주제나 형식에 있어 전시기를 아우르는 공통의 경향이나 원칙이 있었으니, 그것은 바로 ‘우국(憂國)의 의식’과 ‘형식기교(形式技巧)의 추구’이다.